# Marché aux puces Ecseri
Le marché aux puces Ecseri (en hongrois : Ecseri bolhapiac, [ˈɛtʃɛɾi ˈbolhɒpiɒts]) est le plus grand marché aux puces de Budapest et d'Europe de l'Est, situé Nagykörösy út 156, dans le 19e arrondissement de la capitale hongroise à proximité de Wekerletelep. Le marché est réputé pour la nature des brocantes et antiquités qu'il propose (souvent de la Seconde Guerre mondiale ou de l'époque communiste.) Il est l'héritier du baromvásár de Teleki László tér en 1897. Celui-ci déménage ensuite à Mária Valéria-telep (sur Ecseri út, d'où il tire son nom actuel) puis sur son emplacement actuel.
Il est à noter qu'en hongrois, ecseri en est venu à désigner tout marché au noir, sur lesquels on trouve des objets de contrefaçon[réf. nécessaire]. 